# Heronzuiger
Een heronzuiger is een zuiger van een viertaktmotor waarin de verbrandingsruimte is uitgespaard.
De verbrandingsruimte zit normaliter in de cilinderkop, met uitzondering van dieselmotoren.
Dit zuigertype werd onder meer door het motorfietsmerk Moto Morini toegepast.
Ook Renault heeft dit principe gebruikt, en wel in de F-blokken die gebruikt zijn in onder andere de 5, 9, 11, en 19, en ook in de Volvo 340, 440, 460 en 480. Frappant is dat in deze motorenfamilie ook 2 dieselversies voorkomen, die hebben echter geen heronzuiger.